# Palazzo Mocenigo Gambara

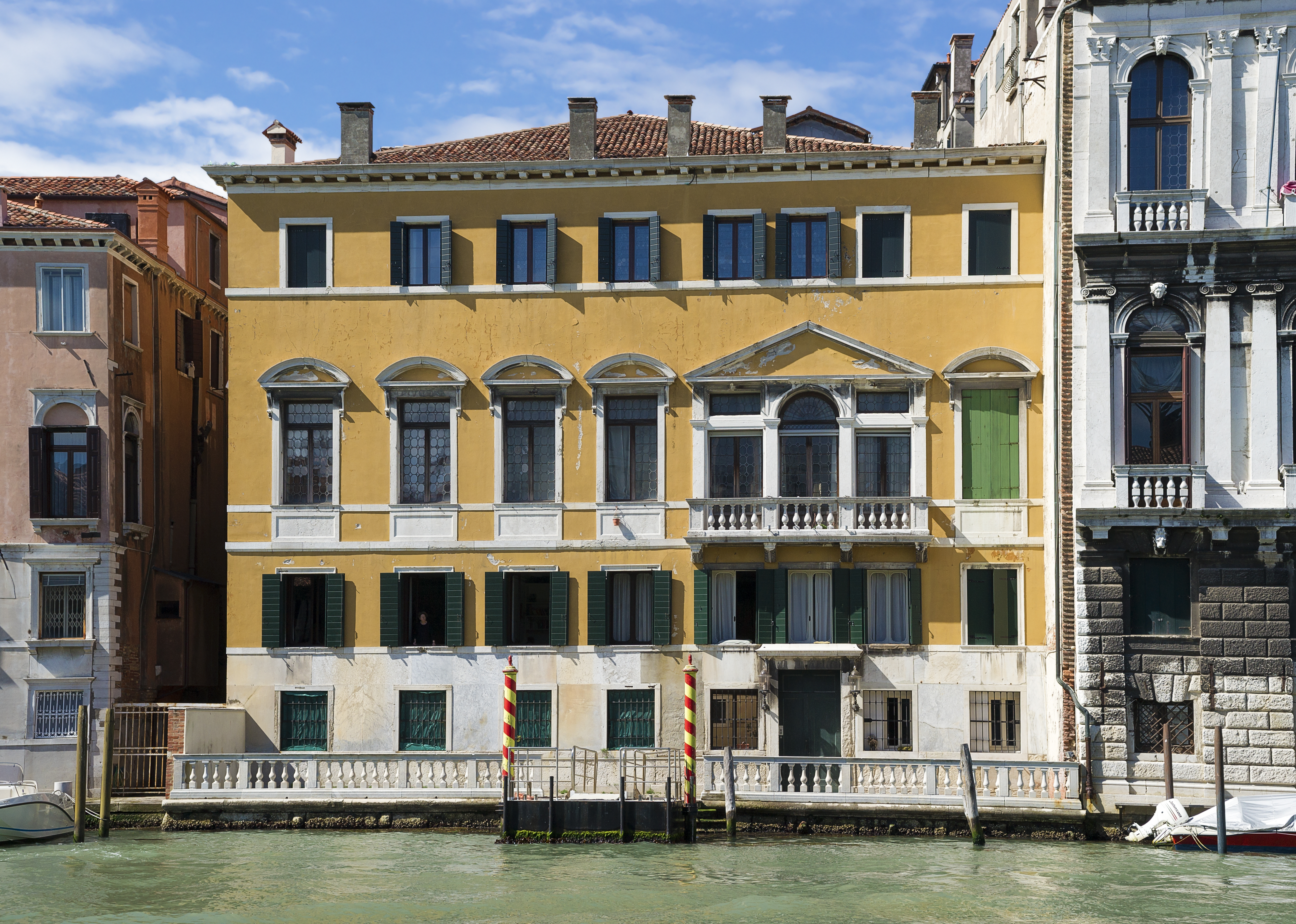
Fassade des Palazzo Mocenigo Gambara zum Canal Grande

Palazzo Mocenigo Gambara ist ein Palast in Venedig in der italienischen Region Venetien. Er liegt im Sestiere Dorsoduro mit Blick auf den Canal Grande zwischen den Palazzi Contarini degli Scrigni e Corfù und dem Palazzo Querini alla Carità, in der Nähe der Gallerie dell’Accademia und gegenüber dem Palazzo Giustinian Lolin.

## Geschichte
Dieses Gebäude wurde in der zweiten Hälfte des 17. Jahrhunderts als Wohnhaus der Familie Mocenigo errichtet. In diesem Jahrhundert beauftragte die Familie Giovanni Antonio da Pordenone („Il Pordenone“) mit der Anfertigung von Fresken an den Wänden des Innenhofes (heute verschwunden), aber in den letzten Jahren des 18. Jahrhunderts, als durch die Hochzeit von Francesco Mocenigo und Eleonara Gambara im Jahre 1678 an die Gambaras fiel, wurden Giovanni Battista Canal und Jacopo Guarana zur Ausschmückung der Innenräume mit Fresken gerufen.
Heute ist dieser Palast, der der Vereinigung der Industriellen von Venedig gehört, ein Tagungsort.

## Beschreibung
Der Palazzo Mocenigo Gambara ist ein vierstöckiges, klassizistisches Gebäude. Ein Mezzaningeschoss liegt zwischen dem Erdgeschoss und dem Hauptgeschoss, ein weiteres unter dem Dach. Die Fassade ist asymmetrisch, das rechteckige Portal nach rechts verschoben und architektonisch fast völlig ohne Interesse. Damit korrespondiert die Hauptöffnung des Hauptgeschosses, ein venezianisches Fenster mit einem dreieckigen Tympanon darüber und einem vorspringenden Balkon versehen. Neben dem venezianischen Fenster befinden sich fünf Einzelfenster mit bogenförmigen Verdachungen, vier links davon und eines rechts.
Im Inneren, im großen Salon des Hauptgeschosses, sind die wertvollsten Werke des Palastes erhalten, die allegorischen Fresken von Giambattista Canal, die dieser 1769 malte.